# Jean Juchereau De La Ferté
Jean Juchereau de la Ferté (Lande-sur-Eure, 1620 – Québec, 16 novembre 1685) è stato un funzionario francese.
Figlio maggiore di Jean Juchereau De Maur e di Marie Langlois, arrivò in Canada con la famiglia nel 1634. Si sposò con Marie Giffard, figlia di Robert Giffard, il 21 novembre 1645. Giocò un ruolo importante nel commercio, nella magistratura e nella società della nascente colonia.
Nel 1661 ricevette da Charles de Lauson una concessione nell'isola d'Orléans. Nel 1663 venne nominato consigliere nel Consiglio sovrano della Nuova Francia, però l'anno seguente fu dimesso dalla carica dal governatore Augustin Saffray de Mezy. Nel 1666 Alexandre Tracy de Prouville annullò l'atto.
Nel 1672 Jean Juchereau ereditò dal padre la signoria Maur a Saint-Augustin, nelle vicinanze di Québec. Morì all’hôtel-Dieu di Québec. Jean Juchereau e Marie Giffard ebbero sette figli, tre maschi e quattro femmine. Il primogenito Noël fu il primo gesuita a nascere in Canada. Il secondogenito Paul-Augustin fu mercante ed eredità la signoria Maur. Il terzogenito Denis-Joseph fece carriera nell'esercito. Marie-Louise si sposò con Charles Aubert De La Chesnaye, mentre le altre tre, Jeanne-Françoise, Charlotte e Marie, presero i voti religiosi.